# Christian Tews

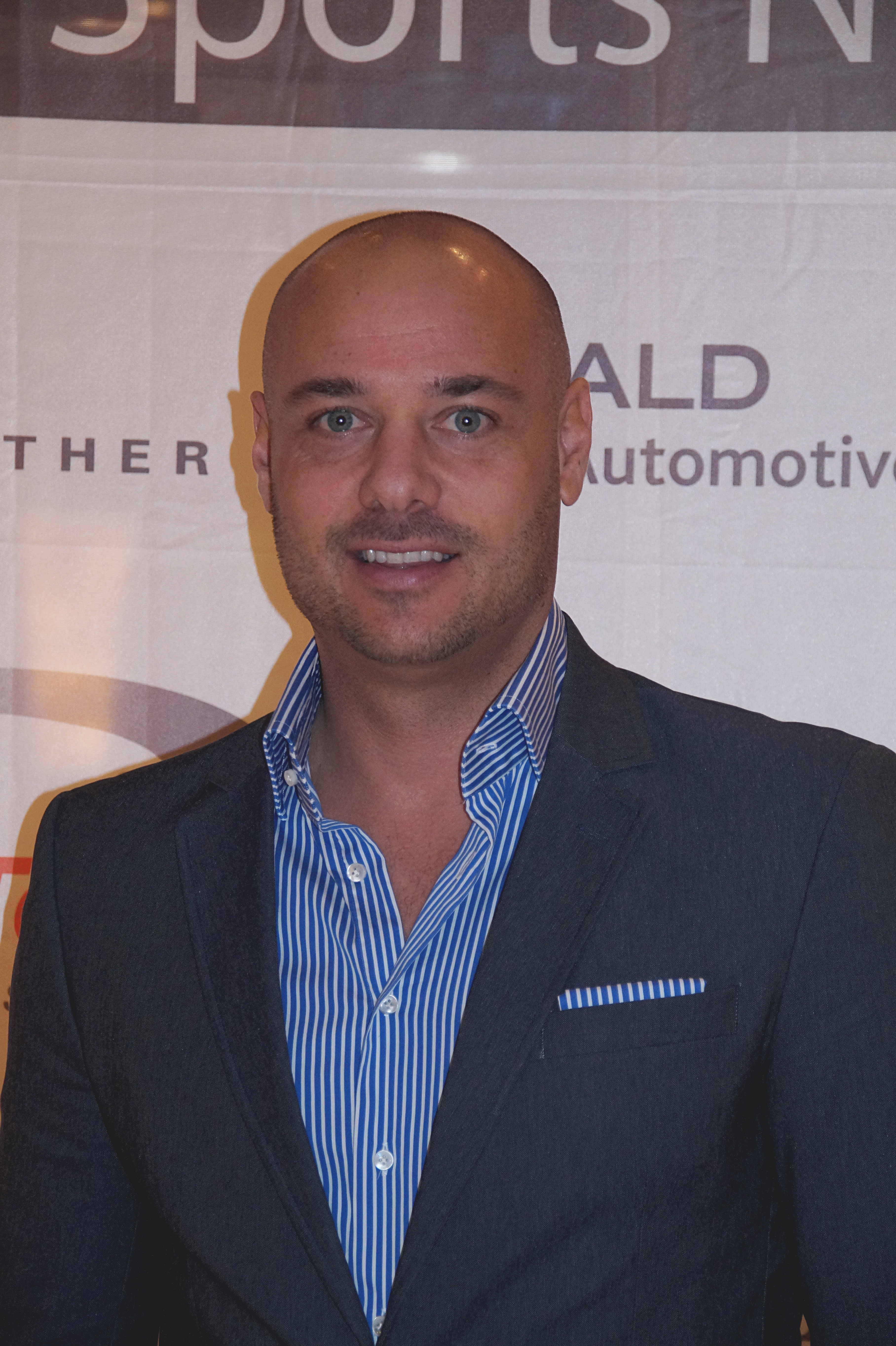
Christian Tews (2016)

Christian Tews (* 27. Juli 1980 in Hannover) ist ein deutscher Bankkaufmann, Sportökonom, Unternehmer und Fernsehdarsteller. Er wurde 2014 durch die Fernsehshow Der Bachelor bekannt.

## Leben
Tews wurde in Hannover geboren. Seine Mutter ist Österreicherin und stammt aus Graz. Er zog im Alter von drei Jahren mit seinen Eltern zunächst in die Nähe von Düsseldorf. 1987 folgte ein weiterer Umzug der Familie nach Frankfurt am Main. Dort machte er sein Abitur und absolvierte eine Ausbildung zum Bankkaufmann. Anschließend studierte er an der Deutschen Sporthochschule Köln den Schwerpunkt „Sportökonomie und Sportmanagement“. Nach seinem Diplom unternahm er zunächst eine Weltreise und lebte anschließend etwa ein Jahr in München.
2011 zog er nach Berlin. Dort war er zunächst als „Executive-Sales-Manager“ in einem Online-Unternehmen tätig. Anfang 2013 machte er sich selbständig. Gemeinsam mit seinem älteren Bruder Daniel Tews gründete er das Unternehmen Tyme Out, das sog. Relaxation Drinks (Getränke, die Sportler zur Regeneration und Entspannung nach ihren Trainingseinheiten einnehmen), herstellt. Tews ist dort aktuell (Stand: März 2014) als Geschäftsführer für Sales und Marketing tätig.
Bekanntheit erlangte Tews durch mehrere Fernsehauftritte. 2011 nahm er als Kandidat an der Spiel- und Dating-Show Die perfekte Minute teil; dort gewann er mit seiner Spielpartnerin 25.000 Euro. In der Koch-Show Topfgeldjäger erspielte Tews für sich einen Gewinn von 10.000 Euro.
Von Januar 2014 bis März 2014 war Tews der Hauptdarsteller in der vierten Staffel der Fernsehshow Der Bachelor. Im Finale am 13. März 2014 entschied er sich für die Parfümerie-Fachverkäuferin Katja Kühne aus Dresden. In den Medien, insbesondere der Boulevardpresse wird seine Glatze besonders hervorgehoben. Tews war bereits 2013 für die Rolle des Bachelors vorgesehen gewesen; im Casting verlor er dann jedoch gegen Jan Kralitschka.
Im Mai 2015 spielte Tews in einer Folge der Seifenoper Gute Zeiten, schlechte Zeiten den Banker Konstantin Werk.
Tews spielt Tennis und Speedminton. Zu seinen Hobbys gehören Kochen, Reisen, Autos (besonders Oldtimer) und Motorradfahren. Er lebt in Berlin und im pfälzischen Rülzheim.

## Privates
Nach dem Bachelor-Ende im Frühjahr 2014 ging Tews für einige Wochen eine Beziehung mit der Siegerin Katja Kühne ein. Kurz darauf begann er eine Beziehung mit der Witwe und Mutter von zwei Teenagerkindern Claudia Lösch. Nach der Verlobung im März 2015 heirateten Tews und Lösch im Sommer 2015 auf den Seychellen. Anfang November 2015 wurden die Tews Eltern von Zwillingsmädchen.

## Fernsehauftritte
- 2011: Die perfekte Minute
- 2011: Topfgeldjäger
- 2014: Der Bachelor
- 2014: Promiboxen
- 2015: Gute Zeiten, schlechte Zeiten
- 2016: Promi Big Brother – Die Late Night Show
- 2016–2017: Die große ProSieben Völkerball Meisterschaft
- 2018: 2 Familien 2 Welten